# Bariumperchlorat
Bariumperchlorat ist eine chemische Verbindung der Elemente Chlor, Sauerstoff und Barium mit der Formel Ba(ClO4)2 · 3 H2O. Es ist das Bariumsalz der Perchlorsäure.

## Darstellung
Bariumperchlorat kann durch Salzbildungsreaktion aus Bariumhydroxid und Perchlorsäure gewonnen werden.
{\displaystyle \mathrm {Ba(OH)_{2}+2\ HClO_{4}\longrightarrow Ba(ClO_{4})_{2}+2\ H_{2}O} }
Es kann auch durch Glühen von Bariumchlorat hergestellt werden, wobei in einer Disproportionierungsreaktion zusätzlich Bariumchlorid entsteht.
{\displaystyle \mathrm {4\ Ba(ClO_{3})_{2}\longrightarrow 3\ Ba(ClO_{4})_{2}+BaCl_{2}} }

## Eigenschaften
Es kristallisiert als farbloses Trihydrat im hexagonalen Kristallsystem, die Kristalle sind isomorph zu Lithiumperchlorat. 2 Mol Kristallwasser werden beim Stehen über konzentrierter Schwefelsäure schon bei Raumtemperatur leicht abgegeben, das Anhydrat entsteht jedoch erst bei etwa 100 °C. Es schmilzt bei 505 °C, jedoch beginnt schon ab 460 °C die Zersetzung zu Bariumchlorid und Sauerstoff.
{\displaystyle \mathrm {Ba(ClO_{4})_{2}\longrightarrow BaCl_{2}+4\ O_{2}\uparrow } }

## Gefährlichkeit
Bariumperchlorat wirkt toxisch auf den menschlichen Körper und kann auch bei Berührung mit organischen Substanzen explodieren.

## Verwendung
Es findet Verwendung als Oxidationsmittel, zur Gastrocknung, zur Ribonuklease-Bestimmung und in der Wasseranalytik zur Sulfat-Titration mit Thorin als Indikator.